# Jeffrey M. Kent
Jeffrey Michael Kent (* 9. Januar 1970 in Rhode Island) ist ein ehemaliger US-amerikanisch-israelischer Basketballspieler.

## Laufbahn
Nach dem Studium an der University of Rhode Island spielte er einige Jahre als Profi in der israelischen Ligat ha’Al. Dort gewann er mit Serienmeister Maccabi Tel Aviv auch die israelische Meisterschaft und wurde 1997 in der israelischen Basketballnationalmannschaft eingesetzt. In der Basketball-Bundesliga 2000/01 spielte Kent für den deutschen Erstligisten SSV Ratiopharm aus Ulm, der jedoch als Tabellenletzter nach nur sechs Saisonsiegen absteigen musste. Kent erzielte für Ulm im Durchschnitt 12 Punkte sowie 6,4 Rebounds je Bundesligaeinsatz. In der darauffolgenden Saison spielte er noch in der British Basketball League für die London Towers. Im europäischen Vereinswettbewerb EuroLeague 2001/02 blieben die Towers in 14 Vorrundenspielen sieglos. Kent zeichnete trotz seiner Körpergröße Schnelligkeit und Wendigkeit aus. Er verfügte über einen sicheren Wurf aus der Halb- und auch aus der Ferndistanz.